# Südliche Innenstadt (Halle (Saale))

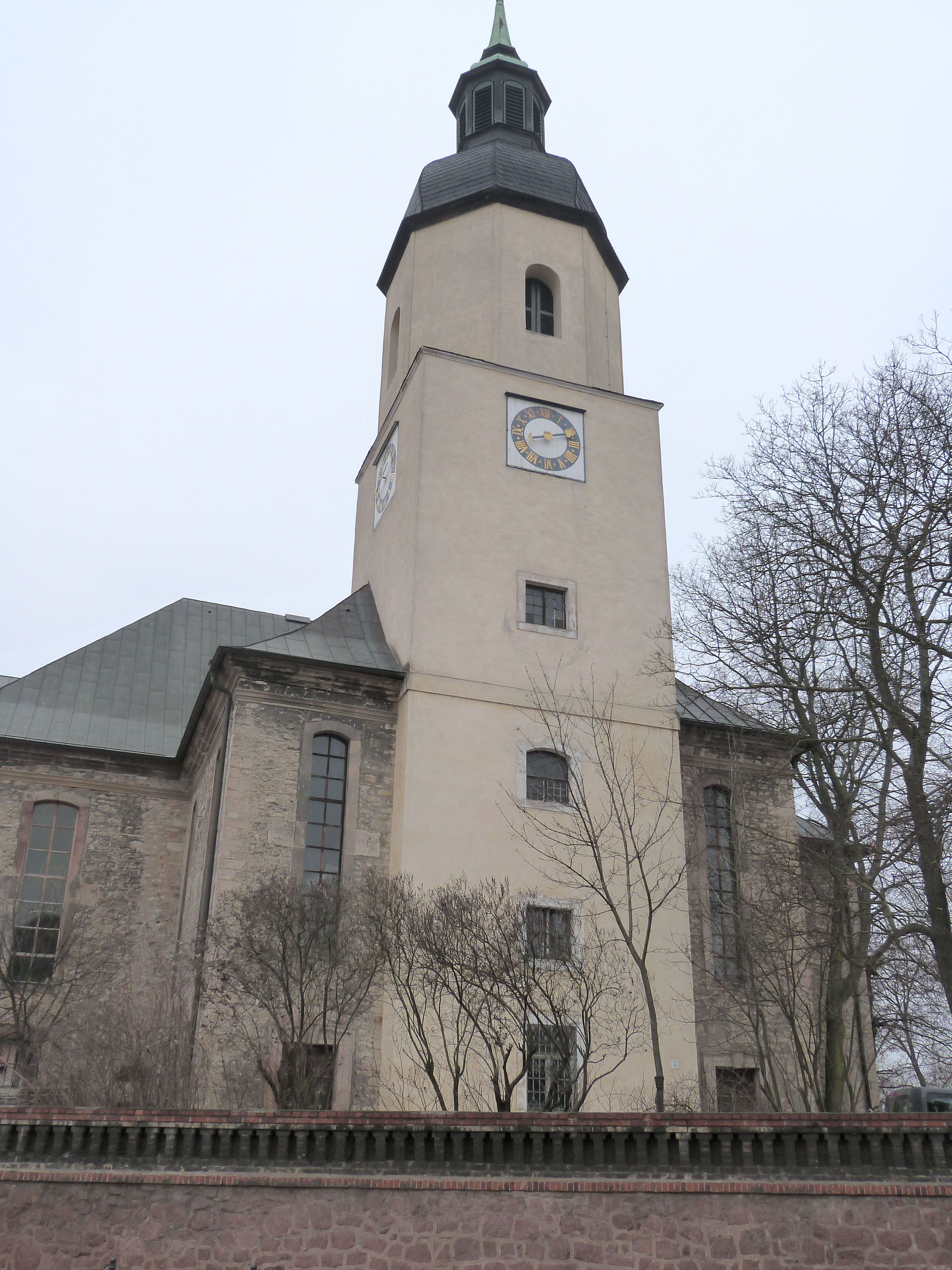
Die Glauchaer St.-Georgen-Kirche

Die Südliche Innenstadt ist ein Stadtviertel des Stadtteils Halle im Stadtbezirk Mitte der Stadt Halle (Saale) in Sachsen-Anhalt, Deutschland. Sie beinhaltet auch das Gebiet der ehemaligen Stadt Glaucha.

## Lage
Das Viertel erstreckt sich vom Hauptbahnhof im Osten bis zur Saale im Westen.
Die genaue Grenze des Stadtviertels verläuft entlang folgender Straßen und Plätze: Glauchaer Platz, Moritzzwinger, Franckeplatz, Waisenhausring, Waisenhausmauer, Franckestraße, Ernst-Kamieth-Straße, Raffineriestraße, Merseburger Straße, Karl-Meseberg-Straße, Otto-Kilian-Straße, Beesener Straße, Flurstraße, Warneckstraße. Die westliche Begrenzung bildet die Saale.
Als zusätzliche Gebietsnamen hat die Stadt Halle für die Südliche Innenstadt das Johannesviertel und Glaucha als sogen. Stadtquartiere ausgewiesen.
Angrenzende Stadtviertel
- Norden: Altstadt, Nördliche Innenstadt
- Osten: Freiimfelde/Kanenaer Weg
- Süden: Gesundbrunnen, Lutherplatz/Thüringer Bahnhof
- Westen: Saaleaue

## Markante Bauwerke

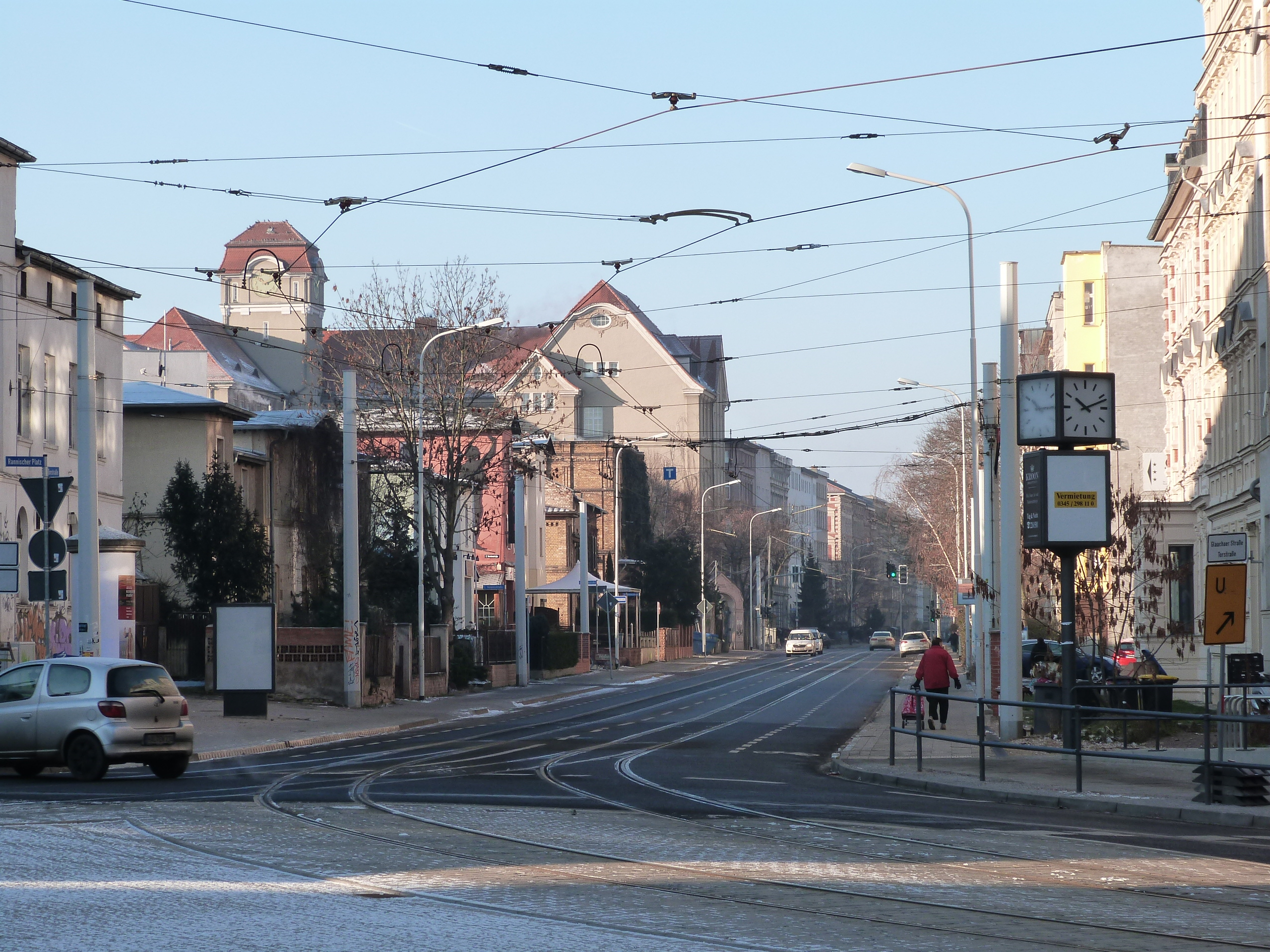
Die Torstraße am Rannischen Platz

Auf dem Gebiet der Südlichen Innenstadt befinden sich die Gebäude der Franckeschen Stiftungen, das Elisabeth-Krankenhaus, die Polizeidirektion Sachsen-Anhalt Süd, das Künstlerhaus 188, sowie die katholische Kirche St. Franziskus und St. Elisabeth, die Glauchaer Georgen-Kirche und die Johanneskirche.

## Glaucha
Glaucha (sorbisch Glouch „sumpfige Fläche, Niederung“) war eine kleine Amtsstadt vor den Toren von Halle (Saale), deren Ursprünge bis in das 7. Jahrhundert zurückreichen. Die Glauchaer Kirche St. Georgen wurde erstmals 1121 urkundlich erwähnt. Ab dem Jahr 1231, als das Zisterzienserinnenkloster Marienkammer gegründet wurde, geriet der Ort in immer stärkere wirtschaftliche Abhängigkeit. Das Kloster, das nach und nach alle größeren Ländereien erwarb (durch Schenkung oder Ankauf), beschäftigte kurz vor der Reformation die meisten der Glauchaer Bürger auf seinen Gütern. Als nach der Reformation fast der gesamte Klosterbesitz an die Stadt Halle überging, gewährte man den Glauchaern freies Brannt-, Schank- und Marktrecht, um sich ernähren zu können, woraufhin Glaucha in kurzer Zeit zur Kneipenmeile Halles avancierte.
Glaucha gehörte als Mediatstadt zum Saalkreis des Erzstifts Magdeburg. Der Dreißigjährige Krieg ruinierte die kleine Gemeinde wirtschaftlich und moralisch. In der 2. Hälfte des 17. Jahrhunderts prägte die Trunk- und Spielsucht das öffentliche Leben. Bei rund 200 Häusern soll es nach Aufzeichnungen von August Hermann Francke 37 Wirtshäuser gegeben haben. Seit 1680 gehörte die Stadt zum brandenburg-preußischen Herzogtum Magdeburg und lag im damaligen Saalkreis. Eine Pestepidemie traf die Stadt 1682, es starben 800 der 1200 Einwohner. Dies führte zu weiterer sozialer Unsicherheit und Armut. Viele Waisenkinder versuchten durch Betteln ihren Lebensunterhalt zu sichern. Gesellschaftliches Leben existierte kaum. Im Jahr 1692 wurde August Hermann Francke Pfarrer in Glaucha. Er begründete dort 1695 eine Armenschule, aus der sich später die Franckeschen Stiftungen als eine der progressivsten Bildungseinrichtungen Europas entwickelten.
Während der französischen Besetzung (1807 bis 1813) wurde Glaucha dem Königreich Westphalen angegliedert und dem Distrikt Halle im Departement der Saale zugeordnet. Die Stadt war der Hauptort des Kantons Glaucha. Seit dem 31. Oktober 1817 gehört Glaucha zu Halle.
Zur Stadt Glaucha gehörten auch die heutigen Stadtteile Lutherplatz/Thüringer Bahnhof, Gesundbrunnen, Südstadt und Damaschkestraße, deren Gebiete ab 1817 auch nach Halle eingemeindet wurden.

### Persönlichkeiten
- August Hermann Francke (1663–1727), Pfarrer in Glaucha
- Gotthilf August Francke (1696–1769), Theologe und Pädagoge, Sohn von August Hermann Francke, geboren im Glaucha
- Margot Honecker, geb. Feist (1927–2016), geboren im Glaucha-Viertel
- Christian David Jani (1743–1790), Rektor des Lutherischen Gymnasium in Halle (Saale) und des Königlichen Gymnasium in Eisleben.
- Georg Christian Knapp (1753–1825), evangelischer Theologe und Hochschullehrer
- Carl Friedrich Kohlbach (1793–1878), Kaufmann und Gutsbesitzer
- Reinhold Lohse (1878–1964), geboren in Glaucha